# Neurophyseta stigmatalis
Neurophyseta stigmatalis là một loài bướm đêm trong họ Crambidae.